# 擬帶南鰍
擬帶南鰍（學名：Schistura pseudofasciolata）為輻鰭魚綱鯉形目條鰍科南鰍屬的其中一種。分布於亞洲中國四川省會東縣殘玉河流域，體長可達7.4公分，棲息在河川底層水域，生活習性不明。

## 扩展阅读
維基物種上的相關：擬帶南鰍